# 普拉滕斯竞技俱乐部
普拉腾斯竞技俱乐部(Club Atlético Platense)，为阿根廷布宜诺斯艾利斯北郊的一个体育俱乐部，该队现在参加阿根廷足球甲级联赛。